# Ahmed Deedat
Sheij Ahmed Hussein Deedat  (Gujarati: અહમદ હુસેન દીદત 1 de julio de 1918-8 de agosto de 2005) fue un escritor, orador y misionero sudafricano nacido en India y con ascendencia africana. Fue muy conocido por sus numerosos "debates" intereligiosos con los cristianos evangélicos, así como conferencias de vídeo de vanguardia que en su mayoría abordaban el tema del Islam, el cristianismo y la Biblia. Estableció la IPCI, una organización de propaganda del Islam reconocida internacionalmente y que auspicio muchas de la publicaciones de Deedat, así como la producción masiva de varios folletos sobre el islam y el cristianismo elaboradas por el sheij. Fue galardonado con el prestigioso Premio Rey Faisal en 1986 por sus 50 años de trabajo de [Dawwa]. Deedat a lo largo de su vida se esforzó en proporcionar a los musulmanes herramientas teológicas para defenderse en contra de la actividad misionera de muchas denominaciones cristianas. Solía utilizar el inglés en lugar de árabe para conseguir que su mensaje llegara a las minorías musulmanas en el mundo occidental.

## Biografía
Nació en Gujarat, India, Presidencia de Bombay, India británica en 1918. Su padre emigró a la República Sudafricana poco después de su nacimiento. A la edad de 9, Deedat dejó la India para unirse a su padre, llegando a los que hoy es conocido como KwaZulu-Natal. Su madre murió sólo unos meses después. Al llegar a Sudáfrica Deedat requirió aplicarse con denuedo en sus estudios pues debía superar la barrera del idioma para sobresalir en la escuela, incluso hasta llegar promovido completó el sexto grado. Sin embargo, debido a circunstancias económicas, tuvo que abandonar la escuela y comenzar a trabajar a la edad de 16 años.
En 1936, mientras trabajaba como vendedor de muebles, Deedat llegó a través de misioneros cristianos en un seminario en la Costa Sur de Natal. Los misioneros en sus esfuerzos sinceros por convertir a las personas de fe musulmana, acusaron al Profeta Mahoma de haber implantado con la espada el islam. Tales acusaciones ofendieron mucho a Deedat y ese sentimiento de oposición a dicha calumnia le influyó marcadamente en su posterior interés en la religión comparada.
Mientras revisaba algunos libros en el sótano de su empleador, se encontró con uno titulado "Izhar ul-Huqq" (verdad revelada), escrito por Rahmatullah Kairanhvi. Este libro que describe las estrategias de los misioneros cristianos en la India de un siglo antes tuvo un efecto profundo en Deedat y dio lugar a que comprara su primera Biblia y que se iniciara en la celebración de debates y discusiones con los misioneros cuyas preguntas antes había sido incapaz de responder.
Su incursión en el estudio de la Biblia se incrementó cuando comenzó a asistir clases del Islam impartidas por un musulmán convertido apellidado Fairfax. Al ver la popularidad de sus clases, Fairfax ofrece organizar reuniones para enseñar sobre la Biblia y la forma de predicar a los cristianos sobre el islam. Deedat y algunos otros están encantados con la oportunidad. Sin embargo, sólo unos pocos meses de encabezar el proyecto, Fairfax tiene que retirarse, y Deedat, que ya era a ese punto, un experto de la Biblia, se hizo cargo de impartir la clase durante tres años a partir de entonces donde adquirió muchas de sus armas y conocimiento para su gran labor misionera.
Deedat nunca entrenó formalmente como un erudito musulmán.

### Los primeros años de su actividad misionera 1942-1956
La primera conferencia de Deedat fue titulada "Muhammad: Mensajero de la Paz", fue impartida en 1942 a una audiencia de tan solo quince personas en un cine de Durban llamado Avalon Cine. Con el tiempo, la popularidad de Deedat como orador público rebasó los ámbitos de la ciudad de Durban, hasta el punto que fue invitado a hablar en otras ciudades en Sudáfrica. Una década más tarde ya llenaba salas con miles de personas como público en ciudades como Johannesburgo y Ciudad del Cabo.
Una metodología importante en los principios de la actividad misionera de Deedat fueron las llamadas "Visitas guiadas" a la mezquita el día del Yumu'ah (azalá del viernes) en Durban. La majestuosidad de la mezquita la hacía un sitio de referencia turística en la amigable ciudad. Un sofisticado programa de almuerzos, discursos y conferencias informales eran herramientas para dar a un número cada vez mayor de turistas internacionales a menudo su primera mirada al islam. Deedat mismo aparece como uno de los guías, da alojamiento a los turistas y ofrece breves presentaciones de la religión islámica así como de la relación entre el islam y el cristianismo.

## El IPCI y As-Salam
En 1956 las "visitas guiadas" que practicaba Deedat en la mezquita de Durban así como la multiplicación de sus actos públicos habían comenzado a dar frutos. Gente interesada en preguntar acerca del Islam hasta simples curiosos comenzaron a llegar desde todo el sur de África a un ritmo creciente. Pronto se hizo evidente que la oficina de trabajo de la mezquita no iba a ser suficiente para manejar la demanda de literatura y de facilitar a un número creciente de personas que muestran más que un simple interés turístico, su acercamiento al islam.
Entre los amigos íntimos Deedat es necesario mencionar a Gulam Hussein Vanker y Taahir Rasul, a quien muchos se refieren como "los héroes anónimos de la carrera de Deedat's» . En 1957, Deedat, junto con Vanker y Rasul, fundó el Centro de Propagación Islámica Internacional (IPCI) con el objetivo de imprimir una gran variedad de libros sobre el islam y para los musulmanes, así como ofrecer clases para los nuevos conversos.
Al año siguiente Deedat también estableció un seminario islámico llamado Instituto de Educación As-Saalam gracias a la donación de 75 acres de terreno ubicado en Braemar en el sur de la provincia de Natal. El experimento no fue un éxito, sin embargo, debido a la falta de mano de obra y la escasez de fondos del IPCI, y fue asumida por el Movimiento de la Juventud Musulmana de Sudáfrica en 1973.
Deedat desarrolla una amplia gama de actividades durante los próximos tres decenios. Llevó a cabo clases de Teología Bíblica, así como numerosas conferencias. La Dawwa (invitación a la gente hacia el islam) se convirtió en el factor dominante de su vida, con el público en sus conferencias a menudo llegando a superar los cuarenta mil. También escribió un gran número de folletos, distribución de millones de copias de estos en todo el mundo y otros servicios gratuitos de la literatura alrededor del planeta y traducidos a muchos idiomas.

## Fama Internacional (1985-1995)
En la década de los años '80 el trabajo de Ahmed Deedat comienza a ser conocido fuera de su Sudáfrica natal. Por ejemplo en 1985 participa dos veces en debates con prestigiados teólogos cristianos en el Royal Albert Hall de Londres repleto de espectadores. Su reconocimiento internacional recibe un fuerte impulso cuando en 1986 es galardonado con el premio  Rey Faisal por sus servicios a la Dawaah (actividad de difusión del Islam).
El premio lo llevó a los primeros planos de la prensa internacional y consiguió que su fama trascendiera a todas las comunidades musulmanas alrededor del mundo. Resultado de todo ello fue que a la ya nada joven edad de 66 años, Deedat comenzara una nueva etapa en que aspira a hacer que en todo el planeta conozcan sobre la religión del Islam, y durante diez años viaja a los lugares más lejanos para hablar del significado de su fe, enfocándose en predicar a los cristianos a quienes identifica como el pueblo monoteísta más cercano a las creencias musulmanas.
Algunos de los lugares donde viajó incluyen:
- Arabia Saudita y Egipto (varias ocasiones)
- Reino Unido (en varias ocasiones entre 1985 y 1988, así como Suiza en 1987) [cita requerida]
- Pakistán, donde se reunió con Zia ul-Haq
- Emiratos Árabes Unidos y Maldivas Islas (noviembre-diciembre de 1987), donde Deedat fue honrado por el presidente Maumoon Abdul Gayoom
- Los EE. UU. (finales de 1986 ofreciendo debates con Swaggart, Robert Douglas y varias conferencias incluyendo dos en Arizona)
- Suecia y Dinamarca (a finales de 1991, con tres debates)
- Estados Unidos y Canadá (1994, gira con debates en Canadá y conferencias en Chicago)
- Australia (su última gira a principios de 1996, justo antes de su accidente cerebrovascular)

Por otra parte, surgieron problemas en Sudáfrica después de la publicación de su libro "Del hinduismo al Islam"(1987), una crítica de las creencias y prácticas hindúes.  Entre otros, Deedat criticó a los hindúes sudafricanos por rezar a sus diversas deidades y ser fácilmente inducidos a convertirse al cristianismo.  hindúes y cristianos habían respetado sus habilidades de oratoria y argumentos hasta entonces. Pero ahora, rechazaron Deedat y unidos con otras organizaciones musulmanas sudafricanas denunciaron sus ataques a otras religiones  Dos años más tarde, se unieron a las críticas los judíos después que Deedat publicara su libro "Árabes e Israel- Conflicto o Conciliación?"

## Enfermedad y muerte 1996-2005
El 3 de mayo de 1996, Ahmed Deedat sufrió un derrame cerebral que lo dejó paralizado del cuello para abajo debido a un accidente cerebrovascular que afecta el tronco encefálico, dejándolo incapaz de hablar o tragar.  Fue llevado al Hospital Especialista Rey Faisal en Riad, donde se reportó que se encontraba totalmente alerta. Él aprendió a comunicarse a través de una serie de movimientos oculares vía gráficos por los que iba a formarndo palabras y oraciones reconociendo letras leídas a él.  Pasó los últimos nueve años de su vida en una cama en su casa en Sudáfrica, atendido por su esposa, Hawa Deedat, animando a la gente a participar en la Da'wah. Recibió cientos de cartas de apoyo de todo el mundo, y los visitantes locales e internacionales continuaron visitándolo y dándole las gracias por su obra.  El 8 de agosto de 2005, Ahmed Deedat falleció en su casa en Trevennen Road en Verulam en la provincia de KwaZulu-Natal. Está enterrado en el cementerio Verulam.  Hawa Deedat falleció el lunes 28 de agosto de 2006 a la edad de 85 en su casa.